# Radek Smoleňák
Radek Smoleňák (* 3. Dezember 1986 in Prag, Tschechoslowakei) ist ein tschechischer Eishockeyspieler, der seit Oktober 2023 erneut beim HC Kladno aus der tschechischen Extraliga unter Vertrag steht und dort auf der Position des linken Flügelstürmers spielt.

## Karriere
Radek Smoleňák begann seine Karriere als Eishockeyspieler in der Jugend des tschechischen Erstligisten HC Kladno, für die er bis 2004 aktiv war. Anschließend wechselte er zu den Kingston Frontenacs, die ihn beim CHL Import Draft 2004 in der ersten Runde an Position 26 gezogen hatten, in die kanadische Juniorenliga Ontario Hockey League (OHL). Dort stand der Flügelstürmer von 2004 bis 2006 auf dem Eis. In diesem Zeitraum wurde er im NHL Entry Draft 2005 in der dritten Runde als insgesamt 73. Spieler von den Tampa Bay Lightning aus der National Hockey League (NHL) ausgewählt.
Für deren Farmteams, die Johnstown Chiefs aus der ECHL und die Springfield Falcons aus der American Hockey League (AHL), spielte er in der Saison 2006/07. Nachdem der Angreifer in der Spielzeit 2007/08 sowohl für die Norfolk Admirals in der AHL und Mississippi Sea Wolves in der ECHL aufgelaufen war, gab er in der folgenden Spielzeit sein Debüt für Tampa in der NHL, wobei der Tscheche in seinem Rookiejahr in sechs Spielen eine Vorlage gab. Die Spielzeit 2009/10 begann turbulent für den Tschechen. Nachdem er die Saisonvorbereitung in Tampa verbracht hatte, stellten diese ihn am 25. September in den AHL-Kader ab. Zunächst musste er aber für 24 Stunden auf die Waiver-Liste, von wo ihn die Chicago Blackhawks auswählten. Sie nahmen ihn für den NHL-Auftakt mit nach Europa und setzten ihn sowohl in der Vorbereitung als auch zum Saisonauftakt ein. Am 10. Oktober – zwei Wochen nach dem Wechsel – versuchten die Blackhawks dann ebenfalls den Stürmer in den AHL-Kader zu schicken. Von dort holten die Tampa Bay Lightning Smoleňák zurück und setzten ihn wieder bei den Norfolk Admirals ein.
In der Saison 2010/11 spielte Smoleňák größtenteils für den HC Sparta Prag in der Extraliga. Für die Endphase der Saison und die Relegation wurde er von Sparta an seinen Ex-Verein HC Kladno ausgeliehen. Zur folgenden Spielzeit schloss er sich Porin Ässät aus der finnischen SM-liiga an, wurde aber im Januar 2012 an den Ligakonkurrenten Pelicans Lahti abgegeben, mit dem er Vizemeister wurde. Im Dezember 2012 wurde sein laufender Vertrag bis zum Ende der Saison 2014/15 verlängert, gleichzeitig wurde Smoleňák bis zum Saisonende an Torpedo Nischni Nowgorod aus der Kontinentalen Hockey-Liga (KHL) ausgeliehen. Nach nur sieben Spielen für Torpedo wurde sein Leihvertrag an den Timrå IK aus der schwedischen Elitserien übertragen. Nach dem Saisonende kehrte er zu den Pelicans zurück und gehörte zu Saisonbeginn 2013/14 zu den besten Scorern der Liiga. Im November 2013 machte er von einer KHL-Ausstiegsklausel in seinem Vertrag Gebrauch und wechselte zum HK Jugra Chanty-Mansijsk.
Ab Juni 2015 stand Smoleňák beim kroatischen Teilnehmer KHL Medveščak Zagreb in der KHL unter Vertrag und absolvierte 59 Partien für den Verein. Anschließend wechselte er innerhalb der KHL zum slowakischen Hauptstadtklub HC Slovan Bratislava. Dort spielte er bis Dezember 2017, ehe er an den Mountfield HK aus der tschechischen Extraliga ausgeliehen wurde. Zur folgenden Saison erhielt er dort einen festen Vertrag, wechselte aber im Oktober 2018 – für einen Monat – zum National-League-Aufsteiger SC Rapperswil-Jona Lakers. Anschließend kehrte er zum Mountfield HK zurück. Seit Oktober 2023 spielt er wieder für den HC Kladno, seinen Klub aus Jugendzeiten.

### International
Für Tschechien nahm Smoleňák im Juniorenbereich an der U18-Junioren-Weltmeisterschaft 2004 teil, bei der er mit seiner Mannschaft den dritten Platz belegte. Erst elf Jahre später kam er bei der Weltmeisterschaft 2015 zu seinem bisher einzigen großen Turniereinsatz für die tschechische Herren-Auswahl.

## Erfolge und Auszeichnungen
- 2005 Teilnahme am CHL Top Prospects Game
- 2012 Finnischer Vizemeister mit den Pelicans
- 2012 Bester Torschütze der SM-liiga-Playoffs

### International
- 2004 Bronzemedaille bei der U18-Junioren-Weltmeisterschaft

## Karrierestatistik
Stand: Ende der Saison 2023/24

### International
Vertrat Tschechien bei:
- U18-Junioren-Weltmeisterschaft 2004
- Weltmeisterschaft 2015

(Legende zur Spielerstatistik: Sp oder GP = absolvierte Spiele; T oder G = erzielte Tore; V oder A = erzielte Assists; Pkt oder Pts = erzielte Scorerpunkte; SM oder PIM = erhaltene Strafminuten; +/− = Plus/Minus-Bilanz; PP = erzielte Überzahltore; SH = erzielte Unterzahltore; GW = erzielte Siegtore; 1 Play-downs/Relegation; Kursiv: Statistik nicht vollständig)